# Ronnie Leitgeb

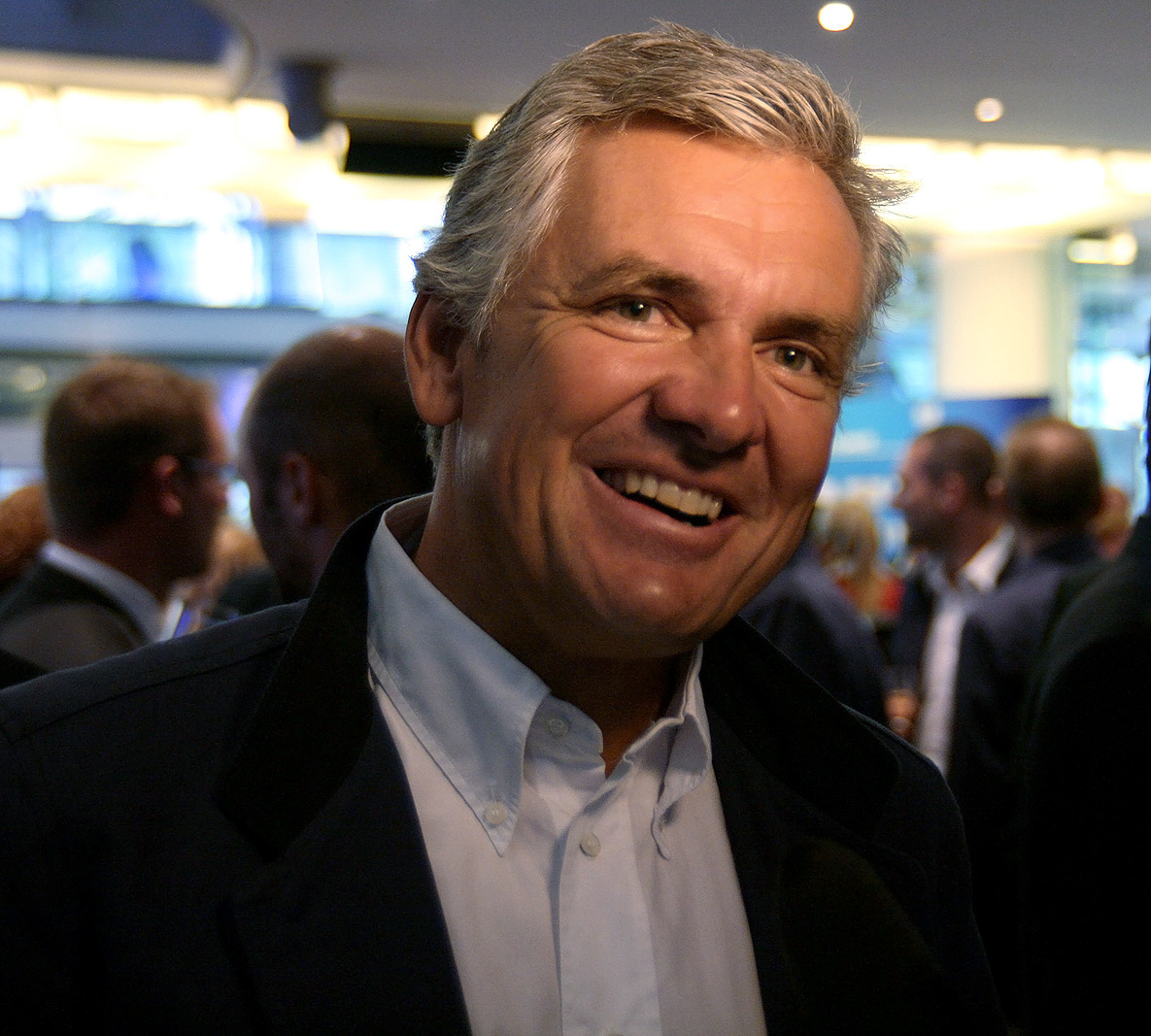
Ronnie Leitgeb (2012)

Ronald „Ronnie“ Leitgeb (* 13. Mai 1959 in Mödling, Niederösterreich; † 16. Februar 2022 in Kitzbühel, Tirol) war ein österreichischer Tennistrainer. Leitgeb hatte seine größten Erfolge als Trainer von Thomas Muster, der ehemaligen Nummer eins der Tenniswelt.

## Karriere
Ronnie Leitgeb lernte Thomas Muster 1984 kennen, schon damals glaubte er an das große Talent und den Ehrgeiz des steirischen Tennisspielers. Bei einem Tennisjuniorenwettbewerb in Paris besiegelten die beiden ihre Zusammenarbeit und der Niederösterreicher war seitdem der Trainer von Muster. Danach ging es mit der Karriere Musters aufwärts. Nach dem Autounfall Musters 1989 in Key Biscayne trainierte Leitgeb ihn für sein Comeback. 1996, sieben Jahre danach, stand sein Schützling auf Platz eins der Tennis-Weltrangliste. Neben Thomas Muster trainierte Leitgeb auch den italienischen Tennisspieler Andrea Gaudenzi.
Nach Musters Karriereende 1999 machte Leitgeb in Bregenz eine Ausbildung zum Mentalcoach.
In Monaco, wo er seit 1985 seinen Hauptwohnsitz hatte, entwickelte Leitgeb ab 2000 sein Champ-Konzept mit einem neuen ganzheitlichen – sowohl physiologischen als auch mentalen – Zugang zur proaktiven Gesundheitsförderung. 
Im November 2005 spondierte er nach Abschluss des Universitätslehrganges „Health and Fitness“ in Salzburg zum „MAS (Health and Fitness)“. „Die wissenschaftliche Aufarbeitung von 16 Jahren Praxis“, wie Leitgeb es nannte.
Zuletzt war er auch Manager des österreichischen Schwimmstars Markus Rogan sowie des Tennisspielers Jürgen Melzer.
Leitgeb gründete ein Fitness- und Gesundheits-Camp in Monte Carlo, wo er Spitzenmanagern einen ganzheitlichen Weg zu proaktiver Gesundheitsförderung wies, eine „Anleitung zum Gesundheits-Selfcoaching“. Er hielt Seminare, Einzelcoachings und Vorträge in Unternehmen und Hotels.
Vom 1. April 2012 bis 28. Februar 2015 war Leitgeb Präsident des Österreichischen Tennisverbandes.
In den Vienna Twin Towers betrieb er sein Unternehmen Champ für Eventmanagement (Markenname „Champ Event“) und unter dem Markennamen „Champ Health & Fitness“ ein „Institut für betriebliche Gesundheitsförderung“. Wendete sich Champ mit seinem Angebot ursprünglich an Unternehmen, die ihren Mitarbeitern die Möglichkeit geben wollen, umfassende Übungs- und Gesundheitsangebote in Anspruch zu nehmen, so wurde das Angebot später auch auf Privatpersonen ausgeweitet.

## Privates
Ab Juli 2008 war Ronnie Leitgeb mit Bettina Steigenberger verheiratet. Bettina, die jüngste Tochter der ehemaligen Hoteliersfamilie Steigenberger, gab mit der Heirat auf Wunsch ihres Mannes ihren traditionsreichen Namen auf und nahm den Namen Leitgeb an.
Für beide war es die zweite Ehe. Sie lebten abwechselnd in Monte Carlo (Hauptwohnsitz), Marbella, Pörtschach, Wien und Kitzbühel. Aus seiner ersten Ehe hatte Leitgeb einen Sohn, Florian Leitgeb.
Um seine Flugangst zu überwinden, hat sich Leitgeb auf Rat eines befreundeten Linienpiloten mit dem Fliegen beschäftigt und wurde so zum begeisterten Privatpiloten.
Am 16. Februar 2022 starb Leitgeb im Alter von 62 Jahren an einem Herzinfarkt.

## Auszeichnungen
- 2000: Silbernes Ehrenzeichen für Verdienste um die Republik Österreich[11]